# 中安信夫
中安 信夫（なかやす のぶお、1949年 - ）は、日本の医学者・精神科医。専門は精神病理学。元東京大学医学部准教授。日本精神病理学会理事長。学位は、医学博士。

## 略歴
- 1949年 山口県宇部市に生まれる
- 1975年 東京大学医学部医学科卒業、精神医学教室に入局
- 1984年 群馬大学医学部神経精神医学教室・講師。医学博士（群馬大学）[2]
- 1988年 東京都精神医学総合研究所社会精神医学研究部門・副参事研究員
- 1991年 東京大学医学部精神医学講座（現大学院医学系研究科精神医学分野）准教授[1]
- 2010年 医療法人原会原病院顧問

## 人物
初期統合失調症（旧・初期分裂病）の臨床研究を行っている。東京・埼玉連続幼女誘拐殺人事件では精神鑑定を務めた。村上靖彦、永田俊彦、市橋秀夫らと共に日本における精神病理学第3世代を代表する人物である。著書は専門書多数。

## 学会
- 日本精神病理学会理事長[6]

| 学職                                                                             | 学職                                                                                            | 学職                                                                               |
| -------------------------------------------------------------------------------- | ----------------------------------------------------------------------------------------------- | ---------------------------------------------------------------------------------- |
| 先代 村上靖彦 2004年 - 2010年                                                    | 日本精神病理学会理事長 2010年 -                                                                 | 次代                                                                               |
| 先代 庄田秀志 第27回：2004年10月7日 - 2004年10月8日 長野県佐久勤労者福祉センター | 日本精神病理・精神療法学会大会長 第28回：2005年10月6日 - 2005年10月7日 東京都渋谷区・津田ホール | 次代 井上洋一 第28回：2006年10月5日 - 2006年10月7日 大阪大学コンベンションセンター |

## 著書

### 単著
- 『初期分裂病』星和書店、1990年1月。ISBN 9784791102006。
- 『分裂病症候学 記述現象学的記載から神経心理学的理解へ』星和書店、1991年9月。ISBN 9784791102228。
- 『初期分裂病 補稿』星和書店、1997年1月。ISBN 978-4791103317。
- 『精神科臨床を始める人のために —精神科臨床診断の方法—』星和書店、2001年1月。ISBN 9784791106202。
- 『宮崎勉精神鑑定書 別冊 中安信夫鑑定人の意見』星和書店、2001年8月。ISBN 9784791104505。
- 『分裂病症候学 記述現象学的記載から神経心理学的理解へ 増補改訂』星和書店、2002年5月。ISBN 9784791104581。
- 『精神科臨床のための必読100文献』星和書店、2003年6月。ISBN 9784791160273。
- 『体験を聴く・症候を読む・病態を解く 精神症候学の方法についての覚書』星和書店、2008年3月。ISBN 9784791106561。
- 『続 統合失調症症候学 精神症候学の復権を求めて』星和書店、2010年3月。ISBN 9784791107308。
- 『統合失調症の病態心理 要説：状況意味失認 - 内因反応仮説』星和書店、2013年5月。ISBN 9784791108442。

### 共著
- 村上靖彦、永田俊彦、市橋秀夫、中安信夫『座談 精神科臨床の考え方―危機を乗り越えるべく』メディカルレビュー社、2005年4月。ISBN 9784896008265。

### 編著
- 『対談 初期分裂病を語る』星和書店、1991年1月。ISBN 978-4791102235。
- 『分裂病の精神病理と治療 治療の展開』星和書店、1997年10月。ISBN 9784791103591。
- 『稀で特異な精神症候群ないし状態像』星和書店、2004年4月。ISBN 9784791105359。
- 『統合失調症とその関連病態 ベッドサイド・プラクティス』星和書店、2012年5月。ISBN 9784791108091。

### 共編著
- 『思春期青年期ケース研究 初期分裂病 分裂病の顕在発症予防をめざして』岩崎学術出版社、2004年12月。ISBN 9784753304165。

### 訳書
- パトリシア・ケージー、ブレンダン・ケリー『フィッシュ臨床精神病理学 精神医学における症状と徴候 第3版』星和書店、2010年3月。ISBN 9784791107315。

## 関連人物
- 島崎敏樹
- 土居健郎
- 村上靖彦
- 永田俊彦
- 市橋秀夫
- 井原裕
- 岡野憲一郎